# 벤 가자라
벤 가자라(Ben Gazzara, 1930년 8월 28일 ~ 2012년 2월 3일)는 미국의 배우이다.

## 영화
- 살인의 해부
- 레마겐의 철교
- 남편들
- 알 카포네 (1975년 영화)
- 차이니즈 부키의 죽음
- 세인트 루이스호의 대학살
- 오프닝 나이트 (1977년 영화)
- 혈선
- 오! 인천
- 뉴욕의 연인들 (1981년 영화)
- 프로페서 (영화)
- 로드 하우스 (1989년 영화)
- 샤도우 프로그램
- 스태그 (1997년 영화)
- 위대한 레보스키
- 투 타이어드 투 다이
- 버팔로 66
- 해피니스 (1998년 영화)
- 일루미나타
- 썸머 오브 샘
- 토마스 크라운 어페어 (1999년 영화)
- 도그빌
- 사랑해, 파리
- 익스트림 NO. 13

## 텔레비전
- 형사 콜롬보